# 榆树魁星楼
榆树魁星楼，位于榆树市。初址位于榆树县城东南（现榆树市长榆高中东北角），2003年于榆树公园内重建，是榆树市的标志建筑物。

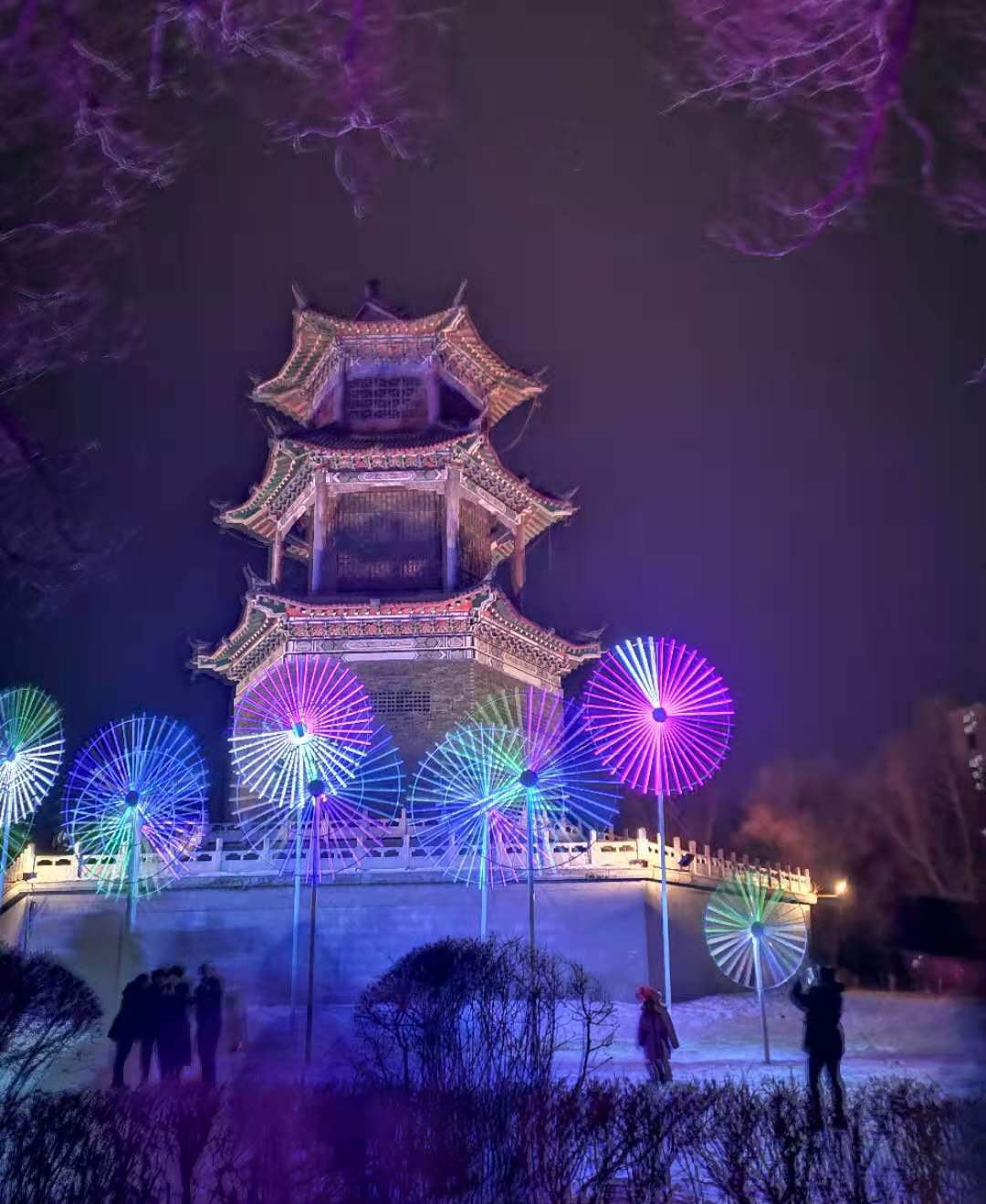
重建后的榆树魁星楼

## 历史
- 建于光绪二十一年（1895年），经榆树黑林子太平川于凌辰倡议、由绅商捐修。
- 因年久失修，原建筑于1964年被拆除。
- 2003年，由民营企业家陈柏华出资，在榆树公园内按原建筑外观重建了魁星楼。[1]

## 初代建筑
楼式为六角三级式，楼高6丈（20米）、下层每面宽1丈3尺（4.33米）。
底层为青砖砌成，南北两面开拱型门。中层檐下有十二颗朱红名柱，下围木饰栏杆，内俸朱红神像一尊。
上层画梁有六颗朱红明柱，镂窗刻饰，内奉檀香木雕的彩绘魁星像，作左手提斗、右手执笔、探身屈一足作点状元之式。
上层南面楼檐下高悬“魁星楼”匾额一方，丛立。其余五面匾额为：东南面“辉映东壁”、西南面“彩耀西清”、东北面“山连长白”、西北面“地接涞流”、北面“高拱北辰”，均为当时榆树出身的翰林于钟霖所书。
上层楼正面立柱上的对联为：“百尺楼高挂江城边干气象，七星魁指种榆天上艳科名。候补知县谭凤章书。”中层楼正面立柱上对联为：“录三百榜上题名端自东方论甲乙，罗廿八胸中列宿阕惟北斗主文章。光绪十五年仲秋上浣于荫霖题。”

## 重建后建筑
新建魁星楼加了底座，楼内有彩绘壁画，在顶层有魁星塑像。
楼檐上有原吉林省新闻出版局副局长徐邦家（榆树人）题写的楼名，另有《魁星楼记》，刻在楼前的石碑之上，由时任长影集团董事长的赵国光题写。